# Panchanania jaipurensis
Panchanania jaipurensis är en svampart som beskrevs av Subram. & N.G. Nair 1966. Panchanania jaipurensis ingår i släktet Panchanania, divisionen sporsäcksvampar och riket svampar.   Inga underarter finns listade i Catalogue of Life.